# André Buengo
André Buengo – detto Titi – (Luanda, 11 febbraio 1980) è un ex calciatore angolano, di ruolo attaccante.

## Carriera
Nel 2006 è stato convocato nella Nazionale angolana per i Mondiali di Germania, senza scendere in campo nella competizione.